# Platerów
Platerów (daw. Platerowo-Pasieka) – wieś sołecka w Polsce położona w województwie mazowieckim, w powiecie łosickim, w gminie Platerów. Miejscowość jest siedzibą gminy Platerów oraz rzymskokatolickiej parafii Podwyższenia Krzyża Świętego.

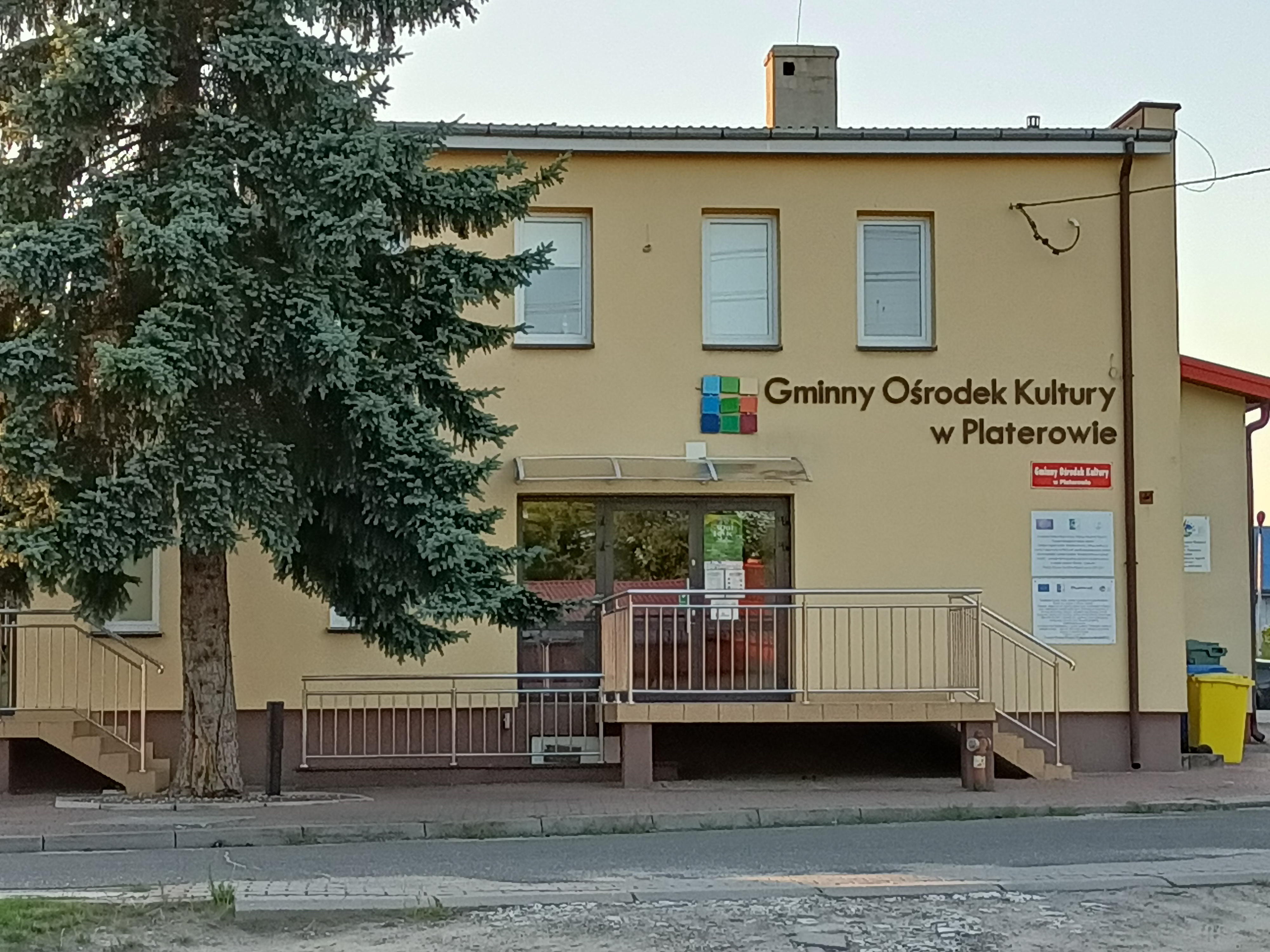
Gminny Ośrodek Kultury w Platerowie

W latach 1975–1998 miejscowość administracyjnie należała do województwa bialskopodlaskiego.

## Transport

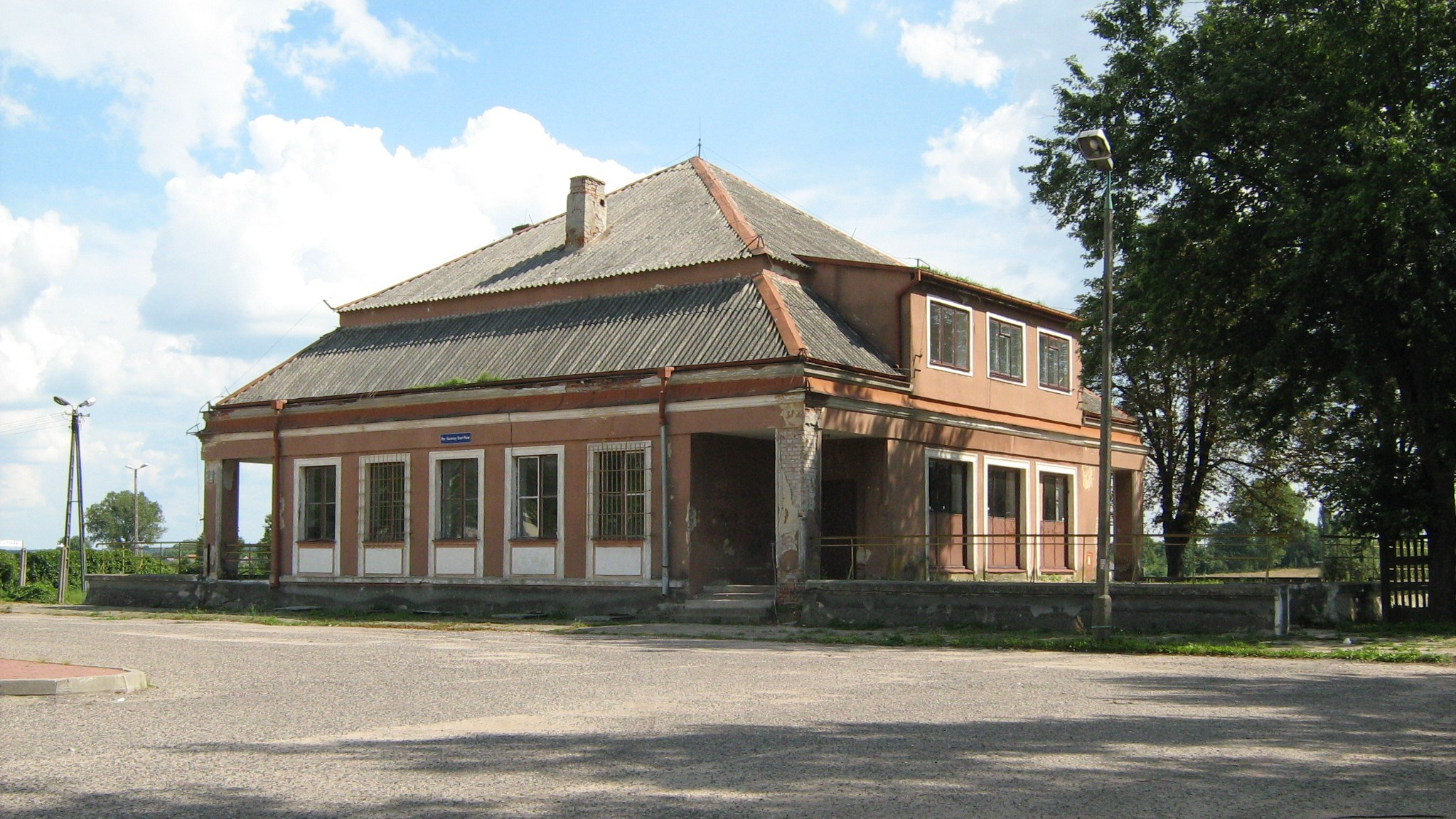
Stacja kolejowa w Platerowie

Platerów jest położony przy drodze krajowej nr 19 Białystok - Rzeszów. W Platerowie jest również stacja kolejowa o tej samej nazwie, na linii kolejowej nr 31 łączącej Siedlce i Czeremchę.